# Myophthiria zeylanica
Myophthiria zeylanica är en tvåvingeart som beskrevs av Maa 1980. Myophthiria zeylanica ingår i släktet Myophthiria och familjen lusflugor.
Artens utbredningsområde är Sri Lanka. Inga underarter finns listade i Catalogue of Life.